# Serra de Collbàs
La Serra de Collbàs és una serra situada al municipi de Vilanova del Camí, a la comarca de l'Anoia, amb una elevació màxima de 542 metres.